# Cylisticus racovitzai
Cylisticus racovitzai is een pissebed uit de familie Cylisticidae. De wetenschappelijke naam van de soort is voor het eerst geldig gepubliceerd in 1957 door Vandel.